# Валид Бакшвин
Валид Бакшвин (араб. وليد باخشوين‎, 12 ноября 1989, Джидда) — саудовский футболист, полузащитник сборной Саудовской Аравии и клуба «Аль-Ахли» из Джидды.

## Клубная карьера
Валид Бакшвин начинал карьеру футболиста в клубе «Аль-Ахли» из своей родной Джидды. 19 января 2009 года он дебютировал в саудовской Про-лиге, выйдя на замену в конце гостевого поединка против «Наджрана». 14 февраля 2014 года Валид Бакшвин забил свой первый гол в чемпионате, поучаствовав в разгроме «Аль-Фатеха».

## Карьера в сборной
5 марта 2014 года Валид Бакшвин дебютировал в составе сборной Саудовской Аравии в домашней игре отборочного турнира Кубка Азии 2015 против команды Индонезии, выйдя в основном составе. Он также принимал участие в матчах домашнего Кубка наций Персидского залива 2014, был включён в состав сборной на Кубок Азии 2015 в Австралии, но на этом турнире так и не появился на поле.

## Достижения
«Аль-Ахли»
- Чемпион Саудовской Аравии (1): 2015/16
- Обладатель Кубка наследного принца Саудовской Аравии (1): 2014/15
- Обладатель Саудовского кубка чемпионов (3): 2011, 2012, 2016
- Обладатель Суперкубка Саудовской Аравии (1): 2016